# 埃克罗马尼
埃克罗马尼（法語：Écromagny，法語發音：[ekʁɔmaɲi]）是法国上索恩省的一个市镇，属于吕尔区。

## 地理
埃克罗马尼（47°47'37"N, 6°33'48"E）面积6.8 平方千米，位于法国勃艮第-弗朗什-孔泰大區上索恩省，该省份为法国东部内陆省份，北起顺时针与孚日省、贝尔福地区省、杜省、汝拉省、科多尔省和上马恩省接壤。
与埃克罗马尼接壤的市镇（或旧市镇、城区）包括：拉瓦夫尔、福科涅和拉梅尔、拉朗泰讷和莱萨尔蒙、梅利塞、泰尔尼艾-默莱和圣伊莱尔。

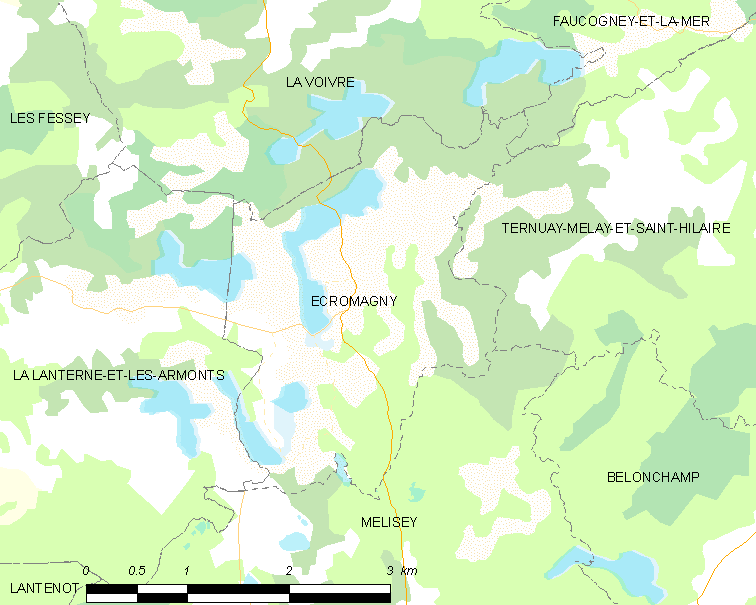
埃克罗马尼的OSM定位图

埃克罗马尼的时区为UTC+01:00、UTC+02:00（夏令时）。

## 行政
埃克罗马尼的邮政编码为70270，INSEE市镇编码为70210。

## 政治
埃克罗马尼所属的省级选区为梅利塞县。

## 人口

1962-2008年间埃克罗马尼人口变化图示

埃克罗马尼于2022年1月1日时的人口数量为150人。